# Лааруби, Зухейр
Зухейр Лааруби (фр. Zouhair Laâroubi; 30 июля 1984, Кенитра, Марокко) — марокканский футболист, вратарь клуба «Иттихад Танжер».

## Карьера
Зухейр родился в городе Кенитра, и начал заниматься футболом в молодёжном составе одноименного клуба. В 2005 года Лааруби стал игроком основного состава, и провёл в клубе семь лет. Следующим клубом вратаря стал «Дифаа» из города Эль-Джадида. После трёх лет в клубе перешёл в «Видад» и играл там на протяжении трёх лет. В 2018 году Зухейр покинул Марокко и стал игроком саудовского клуба «Ухуд».